# Pere Ramon II de Comenge
Pere Ramon II d Comenge (mort el 1376) va ser comte de Comenge des del 1341/1342 al 1376. En alguns documents s'esmenta Pere Ramon II també amb el títol de vescomte de Serrieres.

## Biografia
Era fill de Pere Ramon I de Comenge i de Francesca de Fresensac. Després de la mort del seu pare va esdevenir comte de Comenge. Tanmateix el comtat va ser reclamat per Joana, la seva cosina (filla del comte Bernat VIII i la seva tercera esposa Marta de l'Isla Jordan), la qual va rebre el suport dels senyors de l'Isla Jordan. Davant les hostilitats, es va resoldre la disputa amb el matrimoni de Joana amb Pere Ramon II, que va tenir lloc el 1350.
Pere Ramon II va participar en les batalles de la Guerra dels Cent Anys al costat del rei de França.
El testament de Pere Ramon II va ser redactat el 15 o 19 d'octubre de 1375. Probablement va morir poc després. El va succeir primer la seva dona com a regent, i després la seva segona filla va esdevenir comtessa de Comenge, ja que la primera havia mort abans que la seva mare. El comte Foix, Gastó Febús, va reclamar llavors el comtat de Comenge com a parent, però el comte d'Armagnac es va pronunciar en contra d'ell i finalment Gastó Febús va renunciar a les seves reclamacions d'acord amb la pau conclosa el 1379.

## Núpcies i descendència
Pere Ramon es va casar amb Joana de Comenge el 1350, amb qui va tenir tres filles:
- Elionor, casada amb Bertran II, comte de l'Isla Jordan, i amb Joan II, comte d'Alvèrnia i Boulogne.
- Margarita, futura comtessa de Comenge
- Agnès, morta abans d'estar casada.